# Andrea Oliveri
Andrea Oliveri, né le 14 janvier 2003 à Palerme, est un footballeur italien qui évolue au poste de milieu de terrain au SSC Bari, en prêt de l'Atalanta.

## Biographie

### Carrière en club

#### Formation et arrivée à Bergame
Andrea Oliveri a commencé très tôt à jouer au foot au sein du club de Monreale, dans la ville métropolitaine de Palerme, où il est entrainé par son père et son oncle. Avec un développement physique précoce, il attire à seulement 7 ans les regards du Palermo, dont il rejoint le centre de formation 3 ans plus tard, après un passage par l'équipe de Borgo Nuovo (it),,.
S'illustrant dans plusieurs tournois à travers l'Italie, il est notamment repéré par la Juventus et l'AS Rome, mais signe finalement à l'Atalanta à 14 ans, l'âge minimum pour quitter sa région d'origine,,. Après une adaptation difficile, lié à ce départ à l'autre extrémité de l'Italie, Andrea Oliveri se montre comme un des éléments les plus prometteurs du centre de formation bergamasque, jusqu'à s'installer comme leadeur de l'effectif Primavera,,.

#### Débuts à Frosinone
Pour la saison 2022-23 il est prêté à Frosinone, aux cotés d'autres jeunes prometteurs comme Samuele Mulattieri,,.
Oliveri fait ses débuts avec le Frosinone Calcio le 21 août 2022, remplaçant Ben Lhassine Kone, lors d'une victoire 3-0 en Serie B contre Brescia,.
À la suite de la victoire contre le Genoa le 15 mai 2023, il est sacré champion d'Italie de deuxième division avec Frosinone,,, qui fait donc son retour en Serie A pour la saison 2023-24.

### Carrière en sélection
Andrea Oliveri est international italien en équipes de jeunes, connaissant ses premières convocations en sélection dès ses 14 ans.

## Style de jeu
Jouant à ses tout débuts en Sicile comme défenseur central, ses qualités ballon au pied, entre dribles et tirs, lui valent d'évoluer ensuite plus haut comme milieu offensif.
Joueur aux grandes qualités physiques et techniques, capable d'une grande précision de son pied droit, ses caractéristiques entrainent un replacement au poste de piston droit à l'Atalanta, sous la supervision de Gian Piero Gasperini,,.

## Palmarès
| Frosinone Calcio - Serie B (1) - Champion en 2022-23 |